# Libjpeg
libjpegは、JPEGのエンコード、デコードを行うためのライブラリである。JPEGファイルを操作するためのユーティリティも含んでいる。開発はIndependent JPEG Groupで、「IJG JPEG ライブラリ」とも呼ばれる。
派生として、SIMD命令(MMX、SSE2、AVX2、NEON、AltiVec)に対応することで高速描画を可能にしたlibjpeg-turboが存在する。

## 概要
libjpegはC言語で記述されたライブラリで、JPEGデコーダ、JPEGエンコーダ、その他JPEGユーティリティの広く使われている実装を含んでいる。
このライブラリはIndependent JPEG Groupによって保守されている。
エンコード、デコードにおいて負荷が高いDCTの演算では、浮動小数点演算、精度の高い整数演算、高速な整数演算の三通りが実装されており、用途によって選択できる。後者ほど演算誤差が大きい代わり、高速になる。
量子化テーブルはあらかじめプリセットもされており、1つのパラメータだけで画質と圧縮率のバランスを変更できる。プログラマによる量子化テーブルの定義も可能である。

## ユーティリティ
libjpegは以下のユーティリティプログラムを含んでいる。
- cjpegとdjpeg - JPEGと、他の一般的な画像フォーマットとの変換を行う。
- rdjpgcomとwrjpgcom - JFIFファイル内にあるテキストの読み書きを行う。
- jpegtran - JPEGファイルに対し、以下のような変換を行う。
  - ハフマン符号化テーブルの最適化による圧縮率向上。
  - プログレッシブ形式と非プログレッシブ形式の変換。
  - 一部のアプリケーションが付加する、非標準の固有データの削除。
  - 画像のグレースケール化
  - 反転、回転(90度単位)
  - クロッピング(切り取り)

jpegtranによる操作は、画像の劣化は発生しない(データの伸張と再圧縮をともなわず、そのためジェネレーションロスによる劣化が起きない)。
jpegtranのユーザインタフェースとなる、JpegcropというWindowsアプリケーションが存在する。